# رأس شمرا
رأس شمرا هو الاسم الحالي للتل الأثري الذي كشفت فيه أنقاض مملكة أوغاريت ، يقع على بعد 12 كم إلى الشمال من مدينة اللاذقية على ساحل البحر الأبيض المتوسط.
يقع على بعد 15 كيلو متر شمال محافظة اللاذقية
```
 
[
1
]
```